# Mark Mapletoft
Pas d'image ? Cliquez ici

a Compétitions nationales et continentales officielles uniquement.

b Matchs officiels uniquement.
Dernière mise à jour le 18 mars 2025.
Mark Mapletoft, né le 25 décembre 1971 à Mansfield (Angleterre), est un joueur international anglais de rugby à XV. Il évolue aux postes de demi d'ouverture et d'arrière.

## Biographie
Mark Mapletoft joue pour le Gloucester RFC, les Saracens, les Harlequins et les London Irish en Championnat d'Angleterre.
Mark Mapletoft inscrit 1253 points en première division durant sa carrière.
Après sa carrière de joueur, il est notamment sélectionneur de l'équipe d'Angleterre des moins de 20 ans à partir de 2008. Il remporte le Tournoi des Six Nations 2008 en réalisant le Grand Chelem et est finaliste du Championnat du monde junior la même année avec cette équipe en compagnie de Nigel Redman,.
Il quitte la sélection en 2010 et devient entraîneur assistant des Harlequins la même année.
À partir de 2020, il est nommé entraîneur assistant de l'équipe d'Angleterre des moins de 18 ans.
En mai 2023, il fait son retour à la tête de l'équipe d'Angleterre des moins de 20 ans. L'année suivante, il remporte le Tournoi des Six Nations en réalisant le Petit Chelem,. En juillet 2024, il remporte le Championnat du monde junior.

## Palmarès

### Joueur
- Finaliste de la Coupe d'Angleterre en 2001 avec les Harlequins.

### Sélectionneur
- Vainqueur du Tournoi des Six Nations en 2008 (Grand Chelem) et 2024 (Petit Chelem) avec l'équipe d'Angleterre des moins de 20 ans en 2008 et 2025.
- Vainqueur de la Triple couronne en 2008 avec l'équipe d'Angleterre des moins de 20 ans.
- Finaliste du Championnat du monde junior en 2008 et 2009 avec l'équipe d'Angleterre des moins de 20 ans.
- Vainqueur du Championnat du monde junior en 2024 avec l'équipe d'Angleterre des moins de 20 ans.